# Bwe Karen (jezik)
Bwe Karen jezik (ISO 639-3: bwe; baghi, bghai karen, bwe); sinotibetski jezik uže karenske skupine, kojim govori oko 15 700 ljudi (1983) u burmanskim državama Kayah i Karen.
Zajedno s još četiri druga jezika čini podskupinu bghai. Piše se burmanskim pismom.

## Vanjske poveznice
- Ethnologue (14th)
- Ethnologue (15th)